# Hut 8
Hut 8 fou, en temps de guerra, una secció del centre governamental britànic de codificació i xifratge (Government Code and Cypher School) a Bletchley Park (l'organisme britànic de desencriptament durant la II Guerra Mundial), encarregada de desxifrar els missatges codificats amb la Màquina Enigma per la marina alemanya. La secció fou liderada inicialment per Alan Turing, qui fou succeït el novembre de 1942 pel seu ajudant, Hugh Alexander.
El Hut 8 treballava conjuntament amb el Hut 4, que ajudava amb la traducció i les anàlisis d'intel·ligència de les desencriptacions en brut proveïdes pel Hut 8.
A partir de 2005, el Hut 8 fou restaurat com en el temps de guerra, i acull actualment la «HMS Petard Exhibition».

## Personal
- Harry Golombek
- Joan Clarke
- I. J. Good
- Peter Hilton, gener de 1942 - finals de 1942
- Leslie Lambert (pseudònim "A. J. Alan")
- Rolf Noskwith
- Shaun Wylie
- Leslie Yoxall
- Daphne Willet